# Carduus occidentalis
Carduus occidentalis es una especie fanerógama perteneciente a la familia Asteraceae. Es nativa de Norteamérica (California).

## Descripción
Es una planta herbácea bienal con el tallo erecto ramificado que puede alcanzar los 2 metros de altura. Las hojas son alternas, pinnadas y moderadamente espinosas. Las flores son de color púrpura. 

## Taxonomía
Carduus occidentalis fue descrita por Thomas Nuttall y publicado en Transactions of the American Philosophical Society, new series, 7: 418. 1841.
Etimología
- Carduus: nombre genérico derivado del latín cardŭus, -i, «cardo» en el más amplio de sus sentidos, o sea no solo el género Carduus pero también unas cuantas plantas espinosas de diversas familias (Asteraceae, Dipsacaceae, Umbelliferae...).[2] Parece que el vocablo no tiene origen indoeuropeo, pero más bien de un latín provincial de África del actual Túnez -entonces Cartago- donde se empleaba la palabra cerda, c(h)erda (atestada en un Pseudo Dioscórides como χέρδαν) para designar el Cardo corredor; dicho vocablo tendría un origen bereber o púnico desde una raíz «qrd» con la idea de «pinchar, picar» y evolucionaría hasta un cardus y carduus al mismo tiempo que se ampliaría su uso a otras plantas espinosas.[3] Plinio el Viejo, en su Naturalis Historia (19, 54, 152, 153), empleo el vocablo cardus para designar las alcachofas y los cardos de comer, refiriéndose en particular a los cultivados en Cartago y Córdoba («...carduos apud Carthaginem Magnam Cordubamque...»),[4] en lugar de cǐnăra, más clásico, reforzando el probable origen provincial aludido.

- occidentalis: epíteto latíno que significa "del oeste".[5]

Sinonimia
- Carduus occidentalis var. coulteri (Harv. & A.Gray) H.M.Hall
- Cirsium occidentale (Nutt.) Jeps.
- Cirsium occidentale subsp. eu-occidentale Petr.
- Cnicus lilacinus Greene
- Cnicus occidentalis (Nutt.) A.Gray[6]